# كارين سنو
كارين سنو (بالإنجليزية: Karen Snow)‏ هي كاتِبة وشاعرة أمريكية، ولدت في 1923.